# 日加利夫卡
49°32′7″N 28°18′53″E / 49.53528°N 28.31472°E
日加利夫卡（烏克蘭語：Жигалівка），是烏克蘭的村落，位於該國西南部文尼察州，由赫米利尼克區負責管轄，面積1.9平方公里，海拔高度243米，2001年人口609，人口密度每平方公里320.02人。